# Achelia borealis
Achelia borealis är en havsspindelart som först beskrevs av Schimkewitsch, W. 1895.  Achelia borealis ingår i släktet Achelia och familjen Ammotheidae. Inga underarter finns listade i Catalogue of Life.